# Daniel Herbst
Daniel Herbst ist das gemeinsame Pseudonym der Science-fiction-Autoren Hans Joachim Alpers und Ronald M. Hahn.
Beide arbeiteten seit den 1970er Jahren zusammen. Unter dem Pseudonym Daniel Herbst verfassten sie bis Ende der 1980er ausschließlich Kinder- und Jugendbücher. Für ihre Arbeit an Science-Fiction-Lexika erhielten sie zweimal den Laßwitz Sonderpreis.

## Kinderbücher
- Kit Klein auf der Flucht, 1978, Ensslin & Laiblin Verlag, ISBN 3-7709-0410-9
- Die Schundklaubande, 1978, Ensslin & Laiblin Verlag, ISBN 3-7709-0430-3
- Die Burg im Hochmoor, 1979, Ensslin & Laiblin Verlag, ISBN 3-7709-0449-4
- Falsche Fuffziger, 1979, Ensslin & Laiblin Verlag, ISBN 3-7709-0439-7
- Geld im Hut, 1980, Ensslin & Laiblin Verlag, ISBN 3-7709-0459-1
- Das Geheimnis der alten Villa, 1980, Ensslin & Laiblin Verlag, ISBN 3-7709-0471-0
- Der Schatz im Mäuseturm, 1981, Ensslin & Laiblin Verlag, ISBN 3-7709-0494-X
- Weiße Lady gesichtet, 1981, Ensslin & Laiblin Verlag, ISBN 3-7709-0482-6
- Die Spur führt zur Grenze, 1982, Ensslin & Laiblin Verlag, ISBN 3-7709-0503-2
- Das seltsame Testament, 1983, Ensslin & Laiblin Verlag, ISBN 3-7709-0528-8
- Burg der Phantome, 1984, Ensslin & Laiblin Verlag, ISBN 3-7709-0552-0
- Geheimnisse im Leuchtturm, 1985, Ensslin & Laiblin Verlag, ISBN 3-7709-0575-X
- Das Haus auf der Geisterklippe, 1986, Ensslin & Laiblin Verlag, ISBN 3-7709-0601-2
- Die Burg auf Dragon Island, 1987, Ensslin & Laiblin Verlag, ISBN 3-7709-0631-4 (von Ronald M. Hahn allein verfasst)